# Carlo Tresca
Carlo Tresca (Sulmona, 9 marzo 1879 – New York, 11 gennaio 1943) è stato un sindacalista, giornalista, editore, anarchico, antifascista e drammaturgo italiano naturalizzato statunitense editore di giornali e leader del movimento operaio negli Stati Uniti d'America.

## Biografia
Dopo la laurea in Giurisprudenza, fu attivo in Italia come segretario di settore della Federazione dei Lavoratori Italiani nelle Ferrovie ed editore del quotidiano Il Germe. Si trasferì negli Stati Uniti nel 1904, per sfuggire a una condanna al carcere inflittagli per la sua attività politica in Italia. Si stabilì a Filadelfia, dove divenne editore de Il Proletario, pubblicazione ufficiale della Italian Socialist Federation (I.S.F.), la Federazione locale dei Socialisti. Qui appoggiò lo spostamento dell'orientamento politico della I.S.F. verso il sindacalismo rivoluzionario.
La sua visione politica divenne sempre più radicale e presto giunse a identificarsi come anarchica. Si licenziò quindi dalla redazione del Proletario e si dedicò alla pubblicazione di un proprio giornale, La Plebe. Più tardi trasferì la sede della Plebe a Pittsburgh e si prodigò per la diffusione delle idee anarchiche presso i minatori e i lavoratori dei mulini della Pennsylvania. Si associò all'Industrial Workers of the World nel 1912, quando venne invitato da questa unione sindacale a Lawrence (Massachusetts) per aiutarli a mobilitare i lavoratori italiani durante una campagna per la liberazione dei leader dello sciopero Joseph Ettor e Arturo Giovannitti, che erano stati incarcerati con false accuse di omicidio. Dopo il successo dello sciopero di Lawrence, fu attivo in molti altri scioperi in tutti gli Stati Uniti come lo sciopero dei lavoratori tessili a Little Falls, New York (1912), lo sciopero dei lavoratori degli alberghi di New York (1913), il grande Sciopero della seta di Paterson (1913), e lo sciopero dei minatori di Mesabi Range, Minnesota (1916).
Divenne quindi una figura importante tra gli italoamericani nel suo tentativo di fermare i tentativi da parte di Benito Mussolini di organizzare gli immigrati italiani in gruppi di appoggio al Fascismo. A quel tempo, Tresca dirigeva un giornale antifascista, Il Martello, stampato alla de Pamphilis Press di New York, in cui insieme ad altri giovani giornalisti antifascisti come Vincent Massari, bollava Mussolini come un nemico di classe e traditore (questa accusa faceva riferimento alle origini sindacali del movimento fascista). Egli faceva parte del comitato di difesa di Sacco e Vanzetti, accusati di omicidio, e interveniva spesso in loro difesa attraverso comizi ed articoli.
Durante gli anni trenta, Tresca divenne un esplicito oppositore del comunismo sovietico e dello stalinismo, in particolare dopo che l'Unione Sovietica aveva progettato la distruzione del movimento anarchico in Catalogna e in Aragona durante la Rivoluzione spagnola. In precedenza, Tresca aveva appoggiato i bolscevichi, dal momento che uno Stato comunista sarebbe stato preferibile ad uno Stato capitalista.
All'inizio del 1938 accusò pubblicamente i sovietici del rapimento di Juliet Poyntz per prevenire la sua defezione dall'apparato segreto del Partito Comunista statunitense. Tresca rivelò che, prima che sparisse, la Poyntz gli aveva parlato del suo disgusto per il Terrore instaurato da Stalin.
Nel 1941 confidò a Max Eastman che Nicola Sacco era colpevole del crimine di cui era stato accusato, mentre Bartolomeo Vanzetti era innocente.
A New York, Tresca iniziò anche una campagna pubblica di opposizione alla mafia nel suo settimanale Il Martello. Tresca era consapevole del rischio che correva per la propria vita. In conclusione di un articolo pubblicato poco prima della sua morte, Tresca dichiarò: «Morris Ernst, il mio avvocato, sa tutto. Sa che se un antifascista viene aggredito o ucciso, l'istigatore è Genrose Pope» (questa era evidentemente un'accusa a Generoso Pope, un potente uomo politico di New York, di origine italiana, apertamente filofascista e con contatti con il boss Frank Costello, che già controllava i periodici italo-americani Il Corriere d'America e Il Progresso Italo-Americano).

## Assassinio
Nel 1943 Tresca, a quel tempo in libertà vigilata, era sotto la sorveglianza della polizia. Il 9 gennaio 1943, la sua squadra di sorveglianza fu testimone di un incidente in cui una macchina accelerò tentando di investirlo.

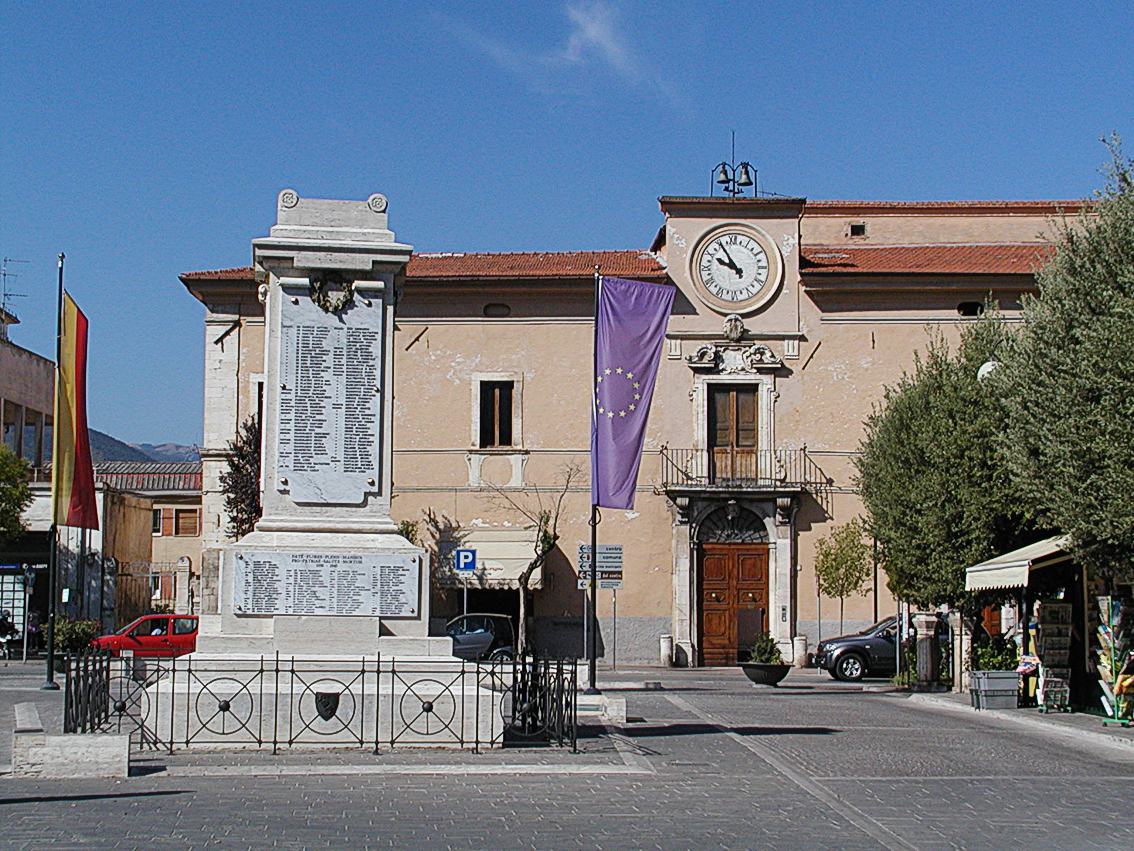
Il monumento ai Caduti, Sulmona, piazza Carlo Tresca sita all'ingresso di corso Ovidio

Due giorni dopo Tresca, mentre usciva dall'ufficio del giudice di sorveglianza, riuscì a eludere gli agenti che lo controllavano, saltando a bordo di un'auto che lo stava aspettando. Due ore più tardi attraversava la Fifth Avenue a piedi quando una Ford nera si fermò di fianco a lui. Un uomo armato scese dall'auto e gli sparò nella schiena con una pistola, uccidendolo sul colpo. L'auto venne poi trovata abbandonata nelle vicinanze con tutte e quattro le portiere aperte. Ci si convinse che l'assassino era stato Carmine Galante, che avrebbe agito su ordine di Vito Genovese. Galante fu arrestato ed interrogato sull'omicidio, ma non fu mai incriminato.
Oggi a Carlo Tresca è intitolata, a Sulmona, la piazza in cui si erge il monumento Caduti delle due Guerre Mondiali realizzato nel 1920. Detta piazza, nota precedentemente come Largo Vittorio Emanuele e dove si affaccia la sede della curia vescovile di Sulmona-Valva, è posta all'ingresso di corso Ovidio. 

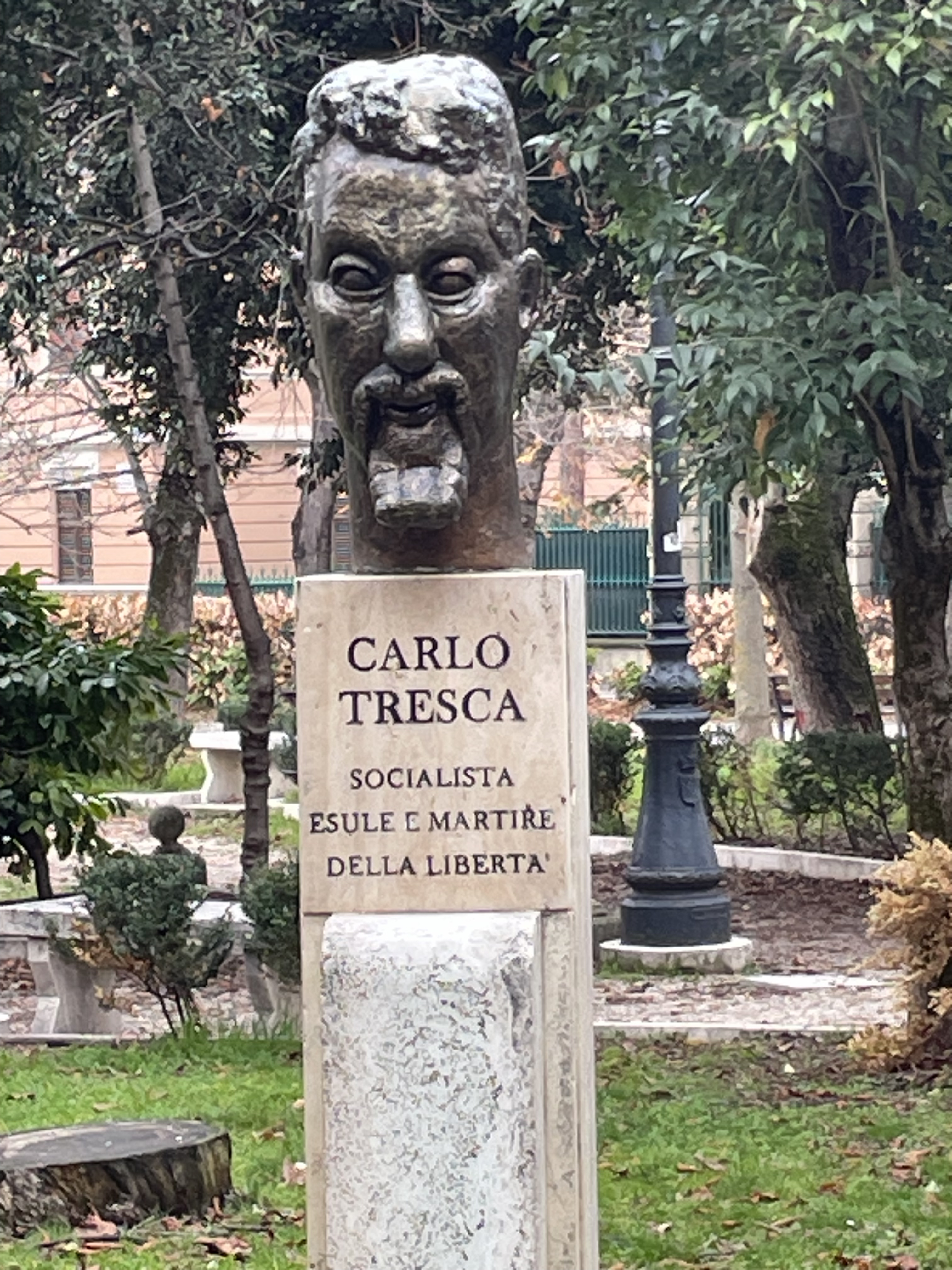
Busto di Carlo Tresca posto nella villa comunale di Sulmona

Poco distante, presso l'ingresso della confinane villa comunale, è posto un cippo a  memoria del sindacalista. 

## Opere
Saggi
- Carlo Tresca, L'attentato a Mussolini: ovvero, Il segreto di Pulcinella, New York, 4 edizioni, l'ultimo per tempo, editore Alexandria, Va., Chadwyck-Healey Inc, 1987.

Opere teatrali
- L'attentato a Mussolini, scritta da Carlo Tresca, prima rappresentazione il 30 gennaio 1926 a New Haven
- Il vendicatore. Dramma sociale antifascista in quattro atti, scritta da Carlo Tresca, prima rappresentazione, il 7 aprile 1934 a New York